# 용남초등학교 (전북)
용남초등학교는 대한민국 전북특별자치도 익산시 용안면 동지산리에 있는 공립 초등학교이다.

## 학교 연혁
- 1951.04.15 용안국민학교 송산분교 설립
- 1957.04.12 용남국민학교로 승격
- 1958.03.19 제1회 졸업-15명
- 1996.03.01 용남초등학교로 개칭
- 2015.02.12 제58회 졸업 - 총 2,275명
- 2015.03.01 3학급 편성
- 2015.09.01 제23대 송영임 교장선생님 취임

## 참고 자료
- 용남초등학교 - 한국교육학술정보원 학교알리미